# مسجد حسن دوم
مسجد حسن دوم یا مسجد حسن ثانی، مسجدی است در شهر کازابلانکا یا دارالبیضاء درمراکش یا مغرب اسلامی. این مسجد که به لحاظ وسعت پس از مسجد الحرام و مسجد النبی قرار دارد، در ساحل شهر کازابلانکا و بخشی از آن بر روی آب قرار دارد و با کمک‌های مردمی ساخته شده‌است. کارساخت مسجد حسن دوم در سال ۱۹۸۷ آغاز و در سال ۱۹۹۳ به پایان رسید تا به مناسبت شصتمین سال تولد حسن دوم پادشاه مراکش افتتاح شد.

## مقیاس ساختمان
این مسجد بلندترین ساختمان مسجد در جهان محسوب می‌شود که ارتفاع مناره‌های آن به ۲۱۰ متر می‌رسد و با داشتن ۲۰ هزار متر مربع وسعت بزرگ‌ترین مسجد جهان پس از مسجد الحرام و مسجد النبی به‌شمار می‌رود. شبستان اصلی مسجد گنجایش ۲۵ هزار نفر را داشته و هشتاد هزار نفر می‌توانند در صحن خارجی آن نماز بخوانند. همچنین در ساخت این مسجد از ۵۶۰ هزار سنگ استفاده شده‌است.
مناره اذان آن به سبک أندلسی است و ارتفاع ۲۱۰ متر و مرتفع‌ترین بنای اسلامی است، این مسجد نماد مغرب نیز به حساب می‌آید.

## ساخت
کار ساخت این مسجد از ۱۲ ژوئیه ۱۹۸۶ آغاز شد و قرار بود ساخت آن برای شصتمین زادروز حسن ثانی پادشاه مغرب در سال ۱۹۸۹ به پایان برسد. اما این مسجد ۳۰ اوت ۱۹۹۳ افتتاح شد.
میشل پینسیو، معمار فرانسوی طراحی و معماری این مسجد را برعهده داشت است. گرانیت، گچ، مرمر، چوب و مواد دیگری از سراسر مغرب برای ساخت این مسجد به کار رفته‌است، اما برخی از ستون‌های گرانیتی و چلچراغ‌های شیشه‌ای از ایتالیا وارد شده‌است. شش هزار هنرمند سنتی مغرب پنج سال برای تبدیل این مواد خام به موزائیک‌های بسیار زیبا، سنگ‌های فوق‌العاده و سطح و کف مرمرین، گچکاری‌های هنرمندانه و سقف‌های چوبی نقاشی شده زمان صرف کرده‌اند. در ساخت این مسجد ۲۵۰۰ معمار و ۱۰۰۰۰ کارگر حرفه‌ای در طول ۶ سال به صورت شبانه‌روزی کار کرده‌اند.
و در کنار دریای آتلانتیک قرار دارد و با نورهای لیزری جهت مکه را از مناره‌های خود نشان می‌دهد که نور آن را می‌توان از فاصله چند مایلی در دریا مشاهده کرد. موزه، حمام بخار، کتابخانه، مدرسه آموزش قرآن کریم، سالن همایش و مراکز دیگر بخش‌های متفاوت این مسجد را تشکیل داده‌اند.

### هزینه ساخت
هزینه پروژه ساخت مسجد حدود ۸۰۰ میلیون دلار برآورد شده بود و میزان قابل توجهی از این مبلغ توسط مردم تأمین گردید. یکی از فایده‌های جانبی کمک‌های مردمی برای ساخت مسجد، کاهش موقتی ذخایر پولی مراکش و پایین آمدن تورم بود. تقریباً تمام مواد و مصالح مصرفی مسجد حسن الثانی از خود مراکش تأمین و تنها ستون‌های گرانیتی سفید و لوسترهای شیشه‌ای از ونیز وارد شدند.

## جستارهایی وابسته
- برج‌های دوقلوی کازابلانکا